# Институт комплексного анализа региональных проблем ДВО РАН
Институт комплексного анализа региональных проблем Дальневосточного отделения Российской академии наук — научно-исследовательский институт в Биробиджане, единственное исследовательское учреждение Еврейской автономной области. Основан 1 марта 1990 года. С 2019 года возглавляется географом Д. М. Фетисовым. Основные направления научной деятельности института — комплексный анализ и моделирование процессов развития природных и природно-хозяйственных региональных систем и изучение характера взаимодействия природы и общества в региональных системах. В организации работают специалисты по географии, биологии, экономике, социологии и другим дисциплинам.

## История института
Институт появился благодаря обращению в посольство СССР в Бонне в 1988 году представителя Американского еврейского комитета (АЕК). По итогам рассмотрения этого обращения, а также объективных потребностей региона, в январе 1989 года было принято постановление ЦК КПСС, которым предписывалось Хабаровскому обкому КПСС рассмотреть вопрос о целесообразности создания в Биробиджане 1-2 НИИ ДВО АН СССР. По обращению руководства ЕАО и направлению Президиума ДВО АН СССР в Биробиджан прибыла комиссия во главе с акад. А. И. Крушановым, в итоговом докладе которой предлагалось создать два НИИ — один по вопросам экологии, рационального использования природных ресурсов и охраны окружающей среды, второй — по экономике, прикладной математике и физико-техническим наукам. Но через год руководство ЕАО обратилось с просьбой создать единый институт, который совмещал бы упомянутые выше направления, что и было сделано уже в 1990 году.

## Руководители
- Фрисман, Ефим Яковлевич — директор
- Григорьева, Елена Анатольевна — учёный секретарь

## Структура
Институт состоит из двух отделов, разделённых на лаборатории.
- Отдел естественнонаучных исследований
  - Лаборатория математического моделирования популяционных и экологических систем
  - Лаборатория моделирования геологических структур
  - Лаборатория региональных биоценологических исследований
  - Лаборатория региональной геоэкологии
  - Лаборатория экологии, генетики и эволюции
- Отдел общественнонаучных исследований
  - Лаборатория истории еврейской культуры и еврейского миграционного движения
  - Лаборатория региональных социально-экономических систем

## Конференции института
ИКАРП ДВО РАН проводит ряд Всероссийских конференций и школ-семинаров, среди которых:
Конференции:
- Всероссийская с международным участием научная конференция «Современные проблемы регионального развития»
- Всероссийская научная конференция молодых учёных «Территориальные исследования: цели, результаты, перспективы»
- «Дальневосточная конференция по заповедному делу»

Большая, в том числе международная, научная деятельность осуществляется институтом и в виде международных школ-семинаров. Так, с 1 по 5 октября 2018 года ДВО РАН совместно с Ассоциацией академий наук и научных сообществ Азии (ААННСА) и ИКАРП ДВО РАН, а также поддержке Межакадемического партнёрства (МАП) провели в г. Биробиджан международный рабочий семинар «Адаптация к изменению климата и смягчение его последствий: устойчивое сельское хозяйство и безопасность в области здравоохранения». В семинаре приняли участие: председатель ДВО РАН акад. РАН В. И. Сергиенко, президент ААННСА профессор Ю Хан Ким, президент Пакистанской академии наук профессор Джан Мохаммад Касим, научный руководитель ИКАРП ДВО РАН чл.‑ корр. РАН Е. Я. Фрисман, директор ИКАРП ДВО РАН к.г.н. Д. М. Фетисов, учёные из учреждений ДВО РАН, а также иностранные учёные. Всего на семинаре было представлено 25 докладов учёных из 11 стран: России, Австралии, Бангладеш, Индонезии, Киргизии, КНР, Пакистана, Республики Корея, Таиланда, Филиппин, Японии.

## Издательская деятельность
В 1995 году в институте основан и 4 раза в год выпускается журнал «Региональные проблемы» со следующей тематикой:
- биологические науки,
- науки о Земле,
- социально-экономические и общественные науки,
- информационные материалы: хроника научных событий, краткие сообщения о премиях, юбилеях и др.

Главный редактор издания: член-корреспондент РАН Е. Я. Фрисман.
ISSN 1605-220X; е — ISSN 2618-9593
Отвечая требованиям времени с 2016 года журнал обнародует свои труды и в открытом доступе (на портале «Киберленинка») и в РИНЦ.

## Научные достижения института в 2017—2018 годах
В отчётном докладе ДВО РАН за 2018 год приведены следующие показатели научной деятельности сотрудников ИКАРП ДВО РАН.
За отчётный период ими было издано 3 монографии, на каждого научного сотрудника (н.с.) пришлось в среднем по 2,206 опубликованных статьи, в том числе в зарубежных изданиях таковых издано 0,147 на одного н.с. В рецензируемых изданиях опубликовано 0,882 статьи на каждого научного сотрудника, индексируемых в базах WOS и Scopus — 0,588 на одного н.с. и т. д.
Годом ранее, в отчётном докладе ДВО РАН за 2017 г., его составители сочли необходимым выделить среди изданных книг
«несколько фундаментальных изданий, таких как монографии: …
Флора Еврейской автономной области / Рубцова Т. А. Хабаровск: Антар, 2017. 241 с. (ИКАРП ДВО РАН)».
Всего в 2017 году сотрудники ИКАРП ДВО РАН издали 5 монографий, на каждого н.с. пришлось более 2 опубликованных статей, из которых 0,114 на н.с. — в зарубежных изданиях, 1,00 — в рецензируемых, 0,571 на н.с., индексируемых в базах данных WOS и Scopus и т. д.

## Известные труды
- Еврейская автономная область: учебник / ред. Ф. Н. Рянский. — Биробиджан: ИКАРП ДВО РАН, 1992. — 160 с. — 10 000 экз.
- Флора Еврейской автономной области / Рубцова Т. А. Хабаровск: Антар, 2017. 241 с. (ИКАРП ДВО РАН)